# Mineralriket
Mineralriket (stenriket), latin Regnum Lapideum, var en indelning gjord av Carl von Linné som i äldre naturvetenskap innebar en klassifikation av mineral och bergarter. Mineralriket ansågs vara jämbördigt med växtriket och djurriket.
I och med geologins, kemins och biologins utveckling har begreppet förlorat sin betydelse.